# Nadgoplański Park Tysiąclecia (województwo wielkopolskie)
Uzasadnienie: Park mimo że formalnie jest podzielony na część wielkopolską i kujawsko-pomorską, to obie części stanowią jeden spójny obszar ochronny.
Nadgoplański Park Tysiąclecia – park krajobrazowy o powierzchni 3074,59 ha, utworzony na mocy rozporządzenia nr 2/09 Wojewody Wielkopolskiego z dnia 8 maja 2009 roku w sprawie utworzenia parku krajobrazowego „Nadgoplański Park Tysiąclecia” w województwie wielkopolskim (Dz. Urz. Woj. Wlkp. z 2009 r. Nr 112 poz. 1798). Leży na terenie gminy Skulsk w powiecie konińskim.